# Akcesja Ukrainy do Unii Europejskiej

Akcesja Ukrainy do Unii Europejskiej

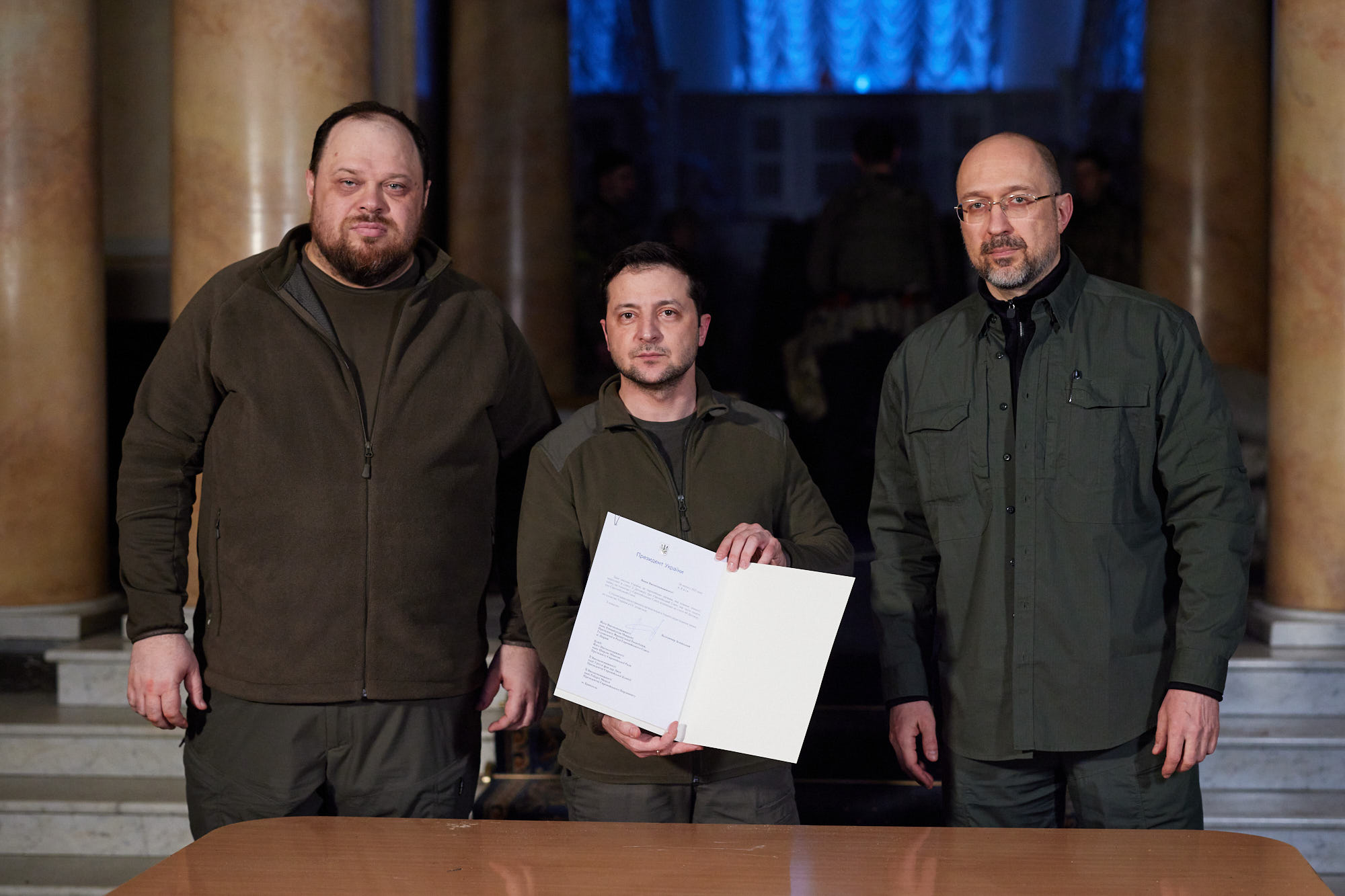
Podpisanie wniosku o akcesję do UE, 28 lutego 2022 r.

Flaga używana przez aktywistów na Euromajdanie

28 lutego 2022 r., niedługo po zaatakowaniu przez Rosję, Ukraina złożyła wniosek o członkostwo w Unii Europejskiej (UE). Prezydent Ukrainy Wołodymyr Zełenski zażądał natychmiastowego przyjęcia w ramach „nowej specjalnej procedury”, a prezydenci ośmiu państw UE wezwali do przyspieszenia procesu akcesyjnego. Przewodnicząca Komisji Europejskiej Ursula von der Leyen oświadczyła, że popiera akcesję Ukrainy, ale proces ten wymaga czasu. W dniu 1 marca 2022 r. Parlament Europejski zalecił, aby Ukraina została oficjalnym kandydatem do członkostwa, a 10 marca 2022 r. Rada Unii Europejskiej zwróciła się do Komisji o opinię w sprawie wniosku. 8 kwietnia 2022 r. von der Leyen przekazała Zełenskiemu kwestionariusz legislacyjny, na który Ukraina odpowiedziała 9 maja. 17 czerwca 2022 r. Komisja Europejska zaleciła Radzie Europejskiej przyznanie Ukrainie statusu kandydata do członkostwa w Unii Europejskiej.
23 czerwca 2022 r. Parlament Europejski przyjął rezolucję wzywającą do niezwłocznego przyznania Ukrainie statusu kandydata do członkostwa w Unii Europejskiej. Tego samego dnia Rada Europejska przyznała Ukrainie status kandydata do członkostwa w Unii Europejskiej.

## Chronologia stosunków z Unią Europejską
Umowa stowarzyszeniowa Unia Europejska–Ukraina została podpisana w 2014 roku po serii wydarzeń, które wstrzymały jej ratyfikację, których kulminacją była rewolucja na Ukrainie i obalenie urzędującego wówczas prezydenta Ukrainy Wiktora Janukowycza. Pogłębiona i kompleksowa strefa wolnego handlu z Ukrainą weszła w życie 1 września 2017 r. po tymczasowym stosowaniu od 1 stycznia 2016 r., a układ o stowarzyszeniu wszedł w pełni w życie 1 września 2017 r. 24 lutego 2022 r. Rosja dokonała inwazji na Ukrainę, co doprowadziło do złożenia wniosku o członkostwo.

## Negocjacje

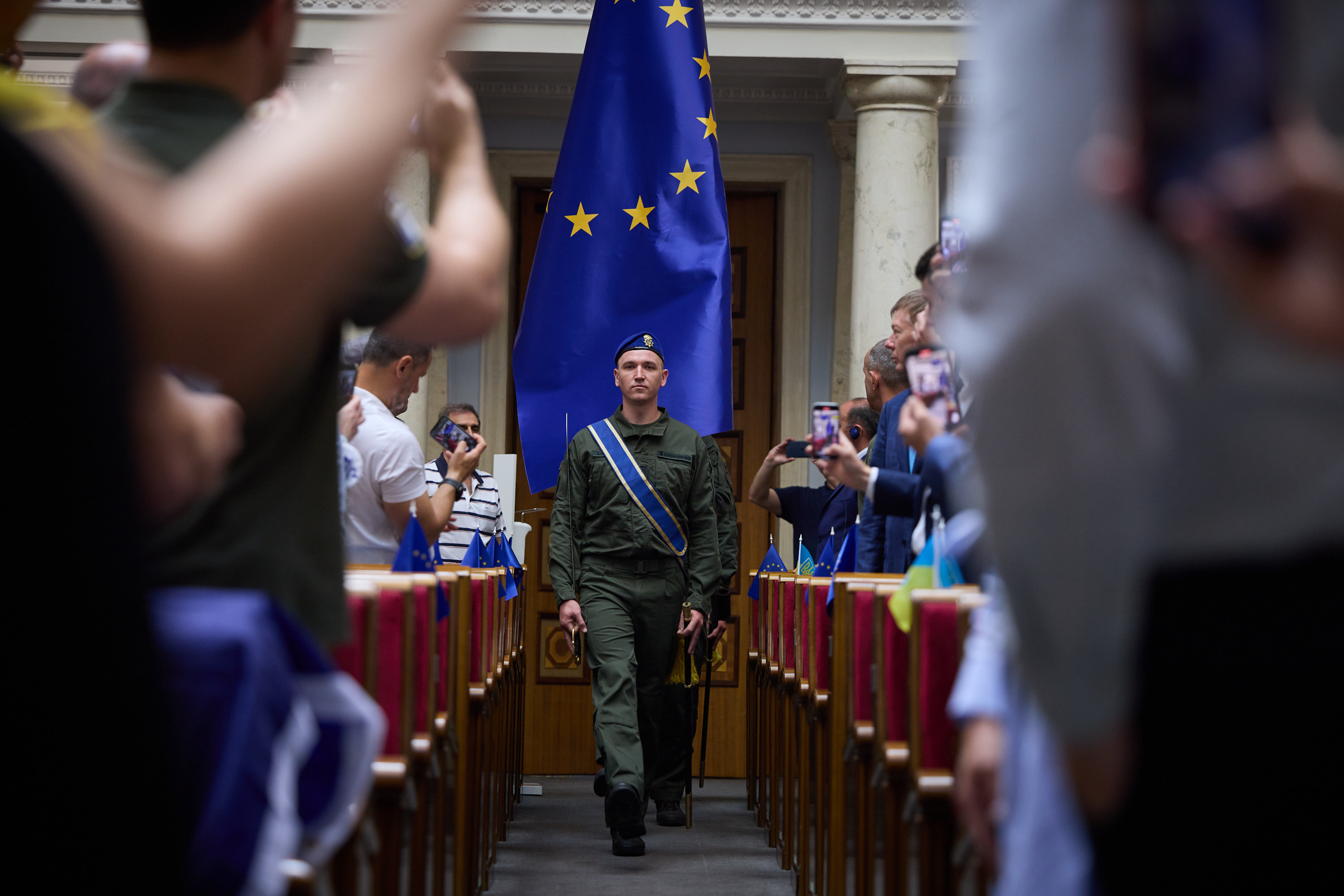
1 lipca 2022 r. flaga UE została uroczyście wniesiona do sali Rady Najwyższej Ukrainy, która teraz będzie tam powiewać na zawsze. To niezwykle symboliczne wydarzenie przypomniało nam o wprowadzeniu flagi państwowej po ogłoszeniu niepodległości Ukrainy.

Od czerwca 2022 negocjacje jeszcze się nie rozpoczęły. Komisja Europejska zobowiązała się do oceny spełnienia 7 kryteriów na koniec 2022 r., po czym zostaną określone kolejne kroki.
Ukraina ma nadzieję rozpocząć negocjacje na początku 2023 r.

## Opinia publiczna

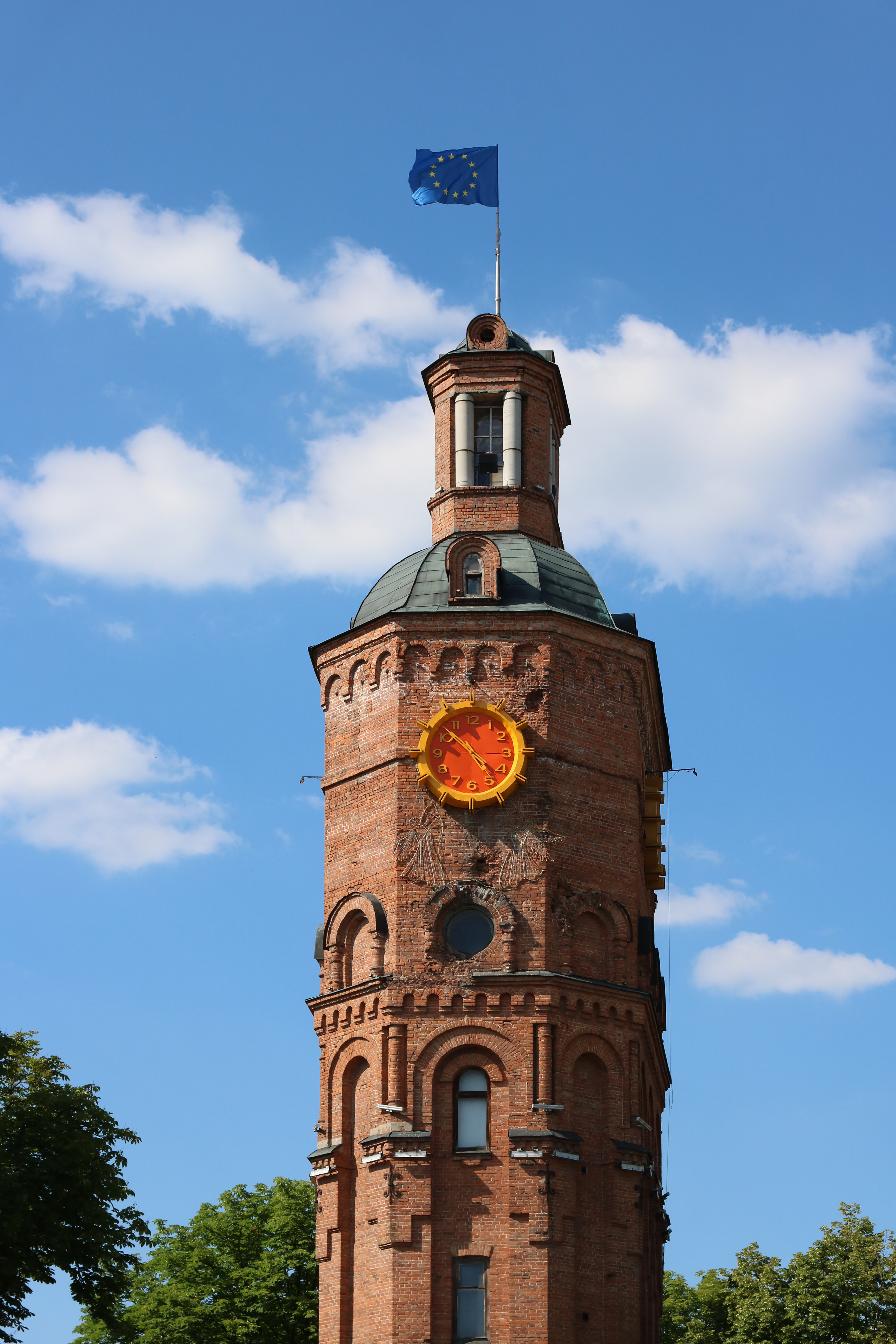
Wieża w Winnicy i zawieszona flaga Unii Europejskiej

### Na Ukrainie
91% Ukraińców popierało przystąpienie do Unii Europejskiej podczas rosyjskiej inwazji na Ukrainę w 2022 r. według sondażu przeprowadzonego przez Rating Sociological Group w dniach 30–31 marca 2022 r.

### W UE
Według sondażu przeprowadzonego przez Ifop na zlecenie Jałtańskiej Strategii Europejskiej i Fondation Jean-Jaurès od 3 do 7 marca 2022 r. 92% zwolenników przystąpienia Ukrainy do UE w Polsce, 71% we Włoszech, 68% w Niemczech, i 62% we Francji.
Badanie Flash Eurobarometr przeprowadzone w kwietniu we wszystkich krajach UE pokazuje największe poparcie dla przystąpienia Ukrainy do UE w Portugalii, gdzie poparło to 87% respondentów. Na kolejnych miejscach plasują się Estonia (83%), Litwa (82%), Polska (81%) i Irlandia (79%). Najbardziej sceptyczni wobec akcesji Ukrainy są Węgrzy – tylko 48% respondentów popiera ten pomysł (37% przeciw). Jednocześnie Węgry mają najwyższy odsetek ludności niezdecydowanej w tej kwestii – 16% (podobnie we Francji i Belgii).